# Another Day (Lene Marlin)
Another Day è il secondo album della cantante norvegese Lene Marlin.

## Vendite
Nonostante non abbia eguagliato il successo di Playing My Game, nei primi due mesi dall'uscita l’album aveva già venduto 350.000 copie, di cui 80.000 solo in madrepatria. Sino al 2005, Another Day  era arrivato a vendere complessivamente 650.000 copie nel mondo.

## Tracce
1. Another Day – 4:07
2. Faces – 3:34
3. You Weren't There – 3:32
4. From This Day – 4:38
5. Sorry – 3:51
6. My Love – 4:30
7. Whatever It Takes – 3:45
8. Fight Against the Hours – 6:25
9. Disguise – 3:50
10. Story – 5:32

Durata totale: 43:44
Bonus track per il Giappone
1. Enough – 3:51

## Classifiche
| Classifica (2003) | Posizione massima |
| ----------------- | ----------------- |
| Danimarca         | 24                |
| Francia           | 38                |
| Germania          | 59                |
| Italia            | 3                 |
| Norvegia          | 1                 |
| Regno Unito       | 93                |
| Svezia            | 26                |
| Svizzera          | 32                |